# Trattinnickia rhoifolia
Trattinnickia rhoifolia ist ein Baum in der Familie der Balsambaumgewächse. Er kommt im nördlichen Brasilien, in den Guyanas, in Venezuela, Kolumbien, Bolivien und in Peru sowie in Trinidad vor.

## Beschreibung
Trattinnickia rhoifolia wächst als immergrüner, schnellwüchsiger Baum etwa 20–30 Meter hoch. Der Stammdurchmesser erreicht 50–100 Zentimeter. Es sind Wurzelanläufe oder Brettwurzeln ausgebildet. Die raue, braune bis gräuliche Borke ist rissig und etwas schuppig. Der Baum führt ein aromatisches Harz, Exsudat oder Oleoresin.
Die wechselständigen, gestielten Laubblätter sind unpaarig gefiedert mit 9–15 kurz gestielten Blättchen. Die ledrigen, rauen und kahlen, ganzrandigen Blättchen sind eiförmig bis verkehrt-eiförmig oder elliptisch. Sie sind bespitzt bis zugespitzt und 8–20 Zentimeter lang. An der Basis sind sie leicht herzförmig bis abgerundet. Die Nebenblätter fehlen.
Trattinnickia rhoifolia ist zweihäusig diözisch. Es werden achsel- und fast endständige und vielblütige, bräunlich behaarte, kürzere Rispen gebildet. Die dreizähligen, kurz gestielten Blüten mit doppelter Blütenhülle sind funktionell eingeschlechtlich. Der dreizipflige und becherförmig Kelch ist außen behaart. Die aufrechten, außen behaarten, grünlichen und fleischigen Petalen sind etwas mehr als zur Hälfte verwachsen, mit drei Zipfeln. Die 6 Staubblätter in zwei Kreisen sind kurz. Der mehrkammerige Fruchtknoten ist oberständig, mit einem sehr kurzen Griffel mit gelappter Narbe. Es ist ein Diskus vorhanden. In den männlichen Blüten ist ein reduzierter Pistillode und in den weiblichen kleine Staminodien vorhanden.
Es werden kleine, rundliche, etwa 1–1,5 Zentimeter große und kahle, gelb-grüne, zusammengesetzte Steinfrüchte mit einem zwei-, dreisamigen, -lappigen, knochigen und skulptierten, harten Steinkern gebildet. Das Mesokarp ist ölig-harzig.

## Taxonomie
Die Erstbeschreibung erfolgte 1806 als Trattinnickia rhoifolia durch Carl Ludwig Willdenow in Sp. Pl., ed. 4, 4: 975. Synonyme sind Trattinnickia rhoifolia var. sprucei Engl., Trattinnickia rhoifolia var. willdenowii Engl., Trattinnickia ryanii Didr.
Der Gattungsname wird öfters falsch Trattinickia mit nur einem „n“ geschrieben.

## Verwendung
Das nicht besonders schwere und nicht beständige Holz ist bekannt als Ulu, Caraño oder Almesclão, Amescla.
Das Exsudat wird medizinisch verwendet.